# Chinleoxylon
Chinleoxylon es un género extinto de conífera descrito a partir de los restos fósiles de su única especie Chinleoxylon knowltonii en la Chinle Formation de Arizona y Nuevo México, Estados Unidos. Toma su nombre del lugar en el que fueron encontrados sus restos, la Formación Chinle de Arizona, y del investigador que los describió por primera vez significando Chinleoxylon knowltonii literalmente madera de Chinle de Knowlton. 
Datados en el periodo Triásico tardío (208 a 230 millones de años) los grandes troncos fosilizados de esta especie, presentes en el Parque nacional del Bosque Petrificado, fueron asignados inicialmente a la especie Araucarioxylon arizonicum y posteriormente reclasificados tras estudios detallados de su morfología.
El holotipo que sirvió para la descripción de la especie es el espécimen denominado Sherman log conservado en los almacenes del Smithsonian Institute en Maryland, uno de los tres utilizados por Knowlton para la descripción de Araucarioxylon. Estos restos son secciones más o menos grandes de tronco muy fraccionadas tras su transporte fluvial y posterior sedimentación y han perdido toda estructura externa que pudiera tener. 
Los fustes presentan un xilema secundario picnoxílico, sin apenas o con muy escaso tejido parenquimático, y con cierta organización. El cilindro vascular presenta traqueidas de gran tamaño con 70 μm en sección longitudinal y 60 μm en sección transversal, con paredes secundarias angulares de escaso grosor, entre 5 y 7 μm. Comunicando las traqueidas aparecen en los cortes transversales una serie de punteaduras de morfología variable y un diámetro de 18 μm y lumen de 6 μm. Estas punteduras son generalmente circulares uniseriadas de tipo taxoide pero también se han identificado punteaduras angulares de disposición biserial alterna.